# Zhou Yu (militair)

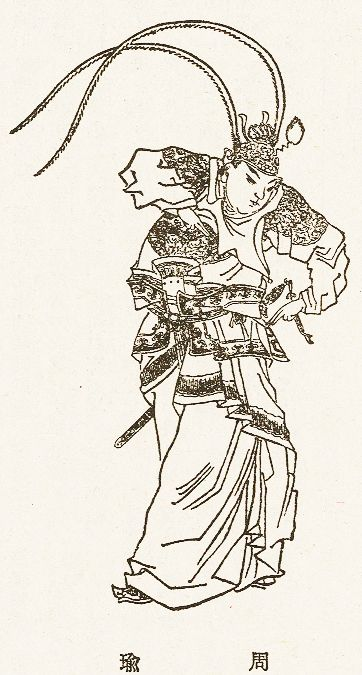
Zhou Yu

Zhou Yu (Gongjin) (175-210) was een Chinees militair strateeg in de laatste periode van de Han-dynastie. Hij was de echtgenoot van Xiao Qiao. Zijn inspanningen voor zijn goede vriend Sun Ce droegen veel bij aan de grondlegging van het latere koninkrijk Wu.

## Militaire loopbaan
Zhou Yu werd in 175 geboren in Lujiang (Jiangdong). Rond zijn 15e levensjaar ontmoette hij Sun Ce, die zijn beste vriend zou worden. Toen Sun Ce zijn eigen leger begon te vormen, sloot Zhou Yu zich als een van de eersten bij hem aan; hij werd strateeg.
In 208 leidde hij 50.000 Wu en Shu troepen tot een strategie die hem de overwinning zou bezorgen in de Slag bij de Rode Muur.
In tegenstelling tot wat vaak beweerd wordt, was de strategie en de uitwerking ervan aan de hand van Zhou Yu en hadden de Shu strategen Zhuge Liang en Pang Tong hier vrijwel geen inbreng in.